# Казімеж Бурнат
Казімеж Бурнат (пол. Kazimierz Burnat, 1 липня 1943, Щепановиці) — польський поет, журналіст, перекладач, редактор, публіцист, аніматор культури, автор поетичних книжок і численних публікацій в антологіях та альманахах.

## Життєпис
Має вищу освіту з юриспруденції (Вроцлавський університет) і з управління та міжнародної торгівлі (Економічна академія).

## Творчість
Є автором 13 поетичних книжок, автором післяслів чи передмов понад 60 різних книжок. Переклав і видав три поетичні книжки: з чеської Vĕra Kopecká, Śladami cieni (2009); з української — Юрій Завгородній, Pogwar dzikiego stepu (2009) i Przecieka piasek między palcami (2012).
Вірші в його перекладі з чеської, угорської та української увійшли до близько 35 антологій.
Співавтор близько 180 антологій альманахів і монографій виданий в Польщі і за кордоном, зокрема в США, Сербії, Чехії, Болгарії, Ізраїлі, Україні, Угорщині та інших.
Його творчість була і є представлена в журналах і на зібраннях авторів в Польщі і за кордоном, на радіо і телебаченні, перекладена на тридцять шість мов. Автор нарисів і публіцистичних статей. Інструктор літературних вишколів, член журі конкурсів.
Книжка «Przenikanie» отримала гран-прі XVI Міжнародної галиційської літературної осені і відзначена на XXIX Міжнародному поетичному листопаді, a книжка «Podniebienie niebios» відзначена на XXXV Міжнародному поетичному листопаді в Познані.

## Громадська діяльність
Багатолітній директор в ЗЗСД «Поляр» (пол. ZZSD «POLAR») у Вроцлаві. Займався питаннями самоврядування працівників, робочої кооперації сліпих, а також спортом (ВКС Шльонськ, КС Поляр (пол. WKS Śląsk, KS Polar). Творець харцерства для неповнолітніх злочинців у рамках Непротертого шляху. Десантник, колишній солдат 6-ї Поморської повітряно-десантної дивізії («червоні берети»). Опікун місць народної пам'яті.
Голова літературної групи «Дисонанс». Редактор літературних журналів. Голова Головного товариського суду Зв'язку польських письменників, президент Нижньосілезького відділення (з березня 2015). Член Асоціації журналістів Республіки Польща.
Ініціатор та організатор культурної співпраці з Львівською та Івано-Франківською обласними організаціями Національної спілки письменників України.
Організатор чи співорганізатор культурних заходів: Міжнародний поетичний фестиваль «Поети без кордонів» в Поляниці, Глоговські літературні конфронтації (Глогув), Лекції поезії у Валбжиху, Свіноуйсьце та інших. Активний учасник численних загальнопольських і міжнародних зустрічей і літературних фестивалів. Успішно працює з різними культурними спільнотами в Польщі, з особливим акцентом на малих батьківщинах. Сприяє дебютам, вживає заходів для надихання дітей та молоді до творчого розвитку. Аніматор літературного руху в сільських громадах.

## Відзнаки
За досягнення на культурній ниві нагороджений відзнакою «Заслужений діяч культури» (2002), медаллю «За заслуги для культури в польській армії» (2003), Жовтневою нагородою Вроцлава (2006) і почесною відзнакою Заслужений для польської культури" (2009). У 2011 відзначений медаллю «Labor Omnia Vincit» за просування ідеї органічної роботи. Двічі (2013, 2015) нагороджений медаллю «Почесна відзнака» Національної спілки письменників України, Золотою медаллю «Заслужений для воєводства Нижньої Сілезії», Золотою медаллю «За заслуги для пожежної справи» і Золотим Хрестом Заслуги. У травні 2015 нагороджений літературною премією Української асоціації письменників «Гілка золотого каштана».

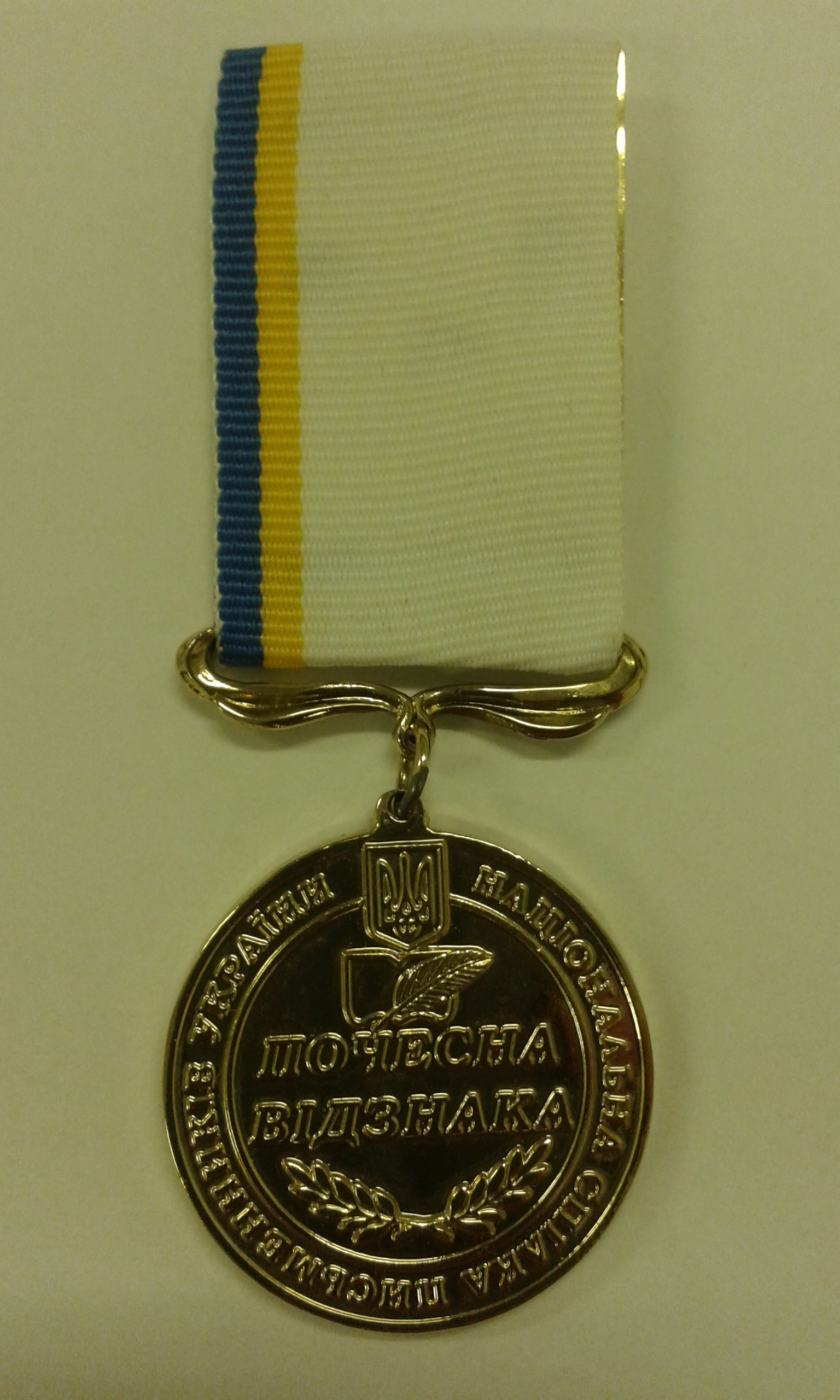
Медаль «Почесна відзнака» НСПУ
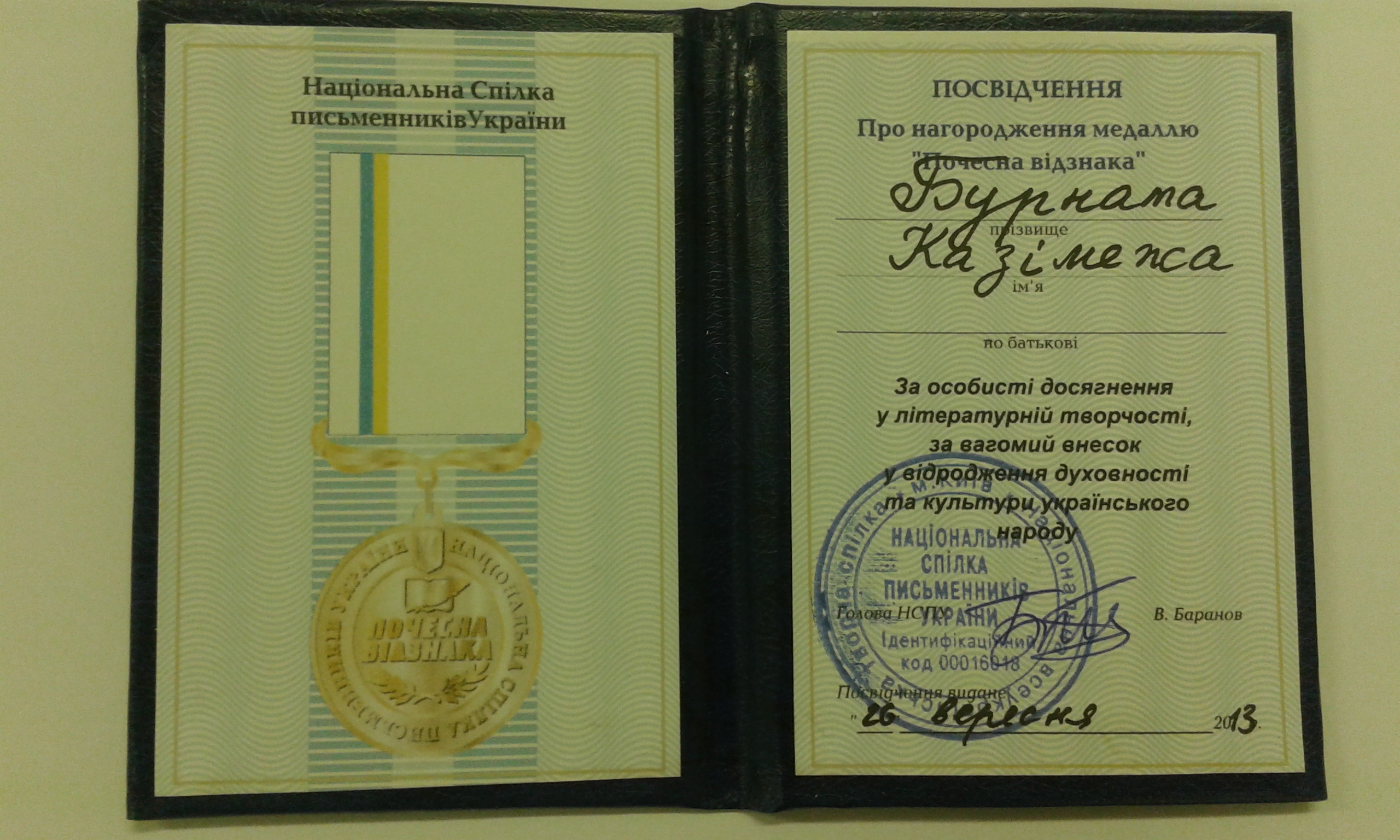
Посвідчення ‎
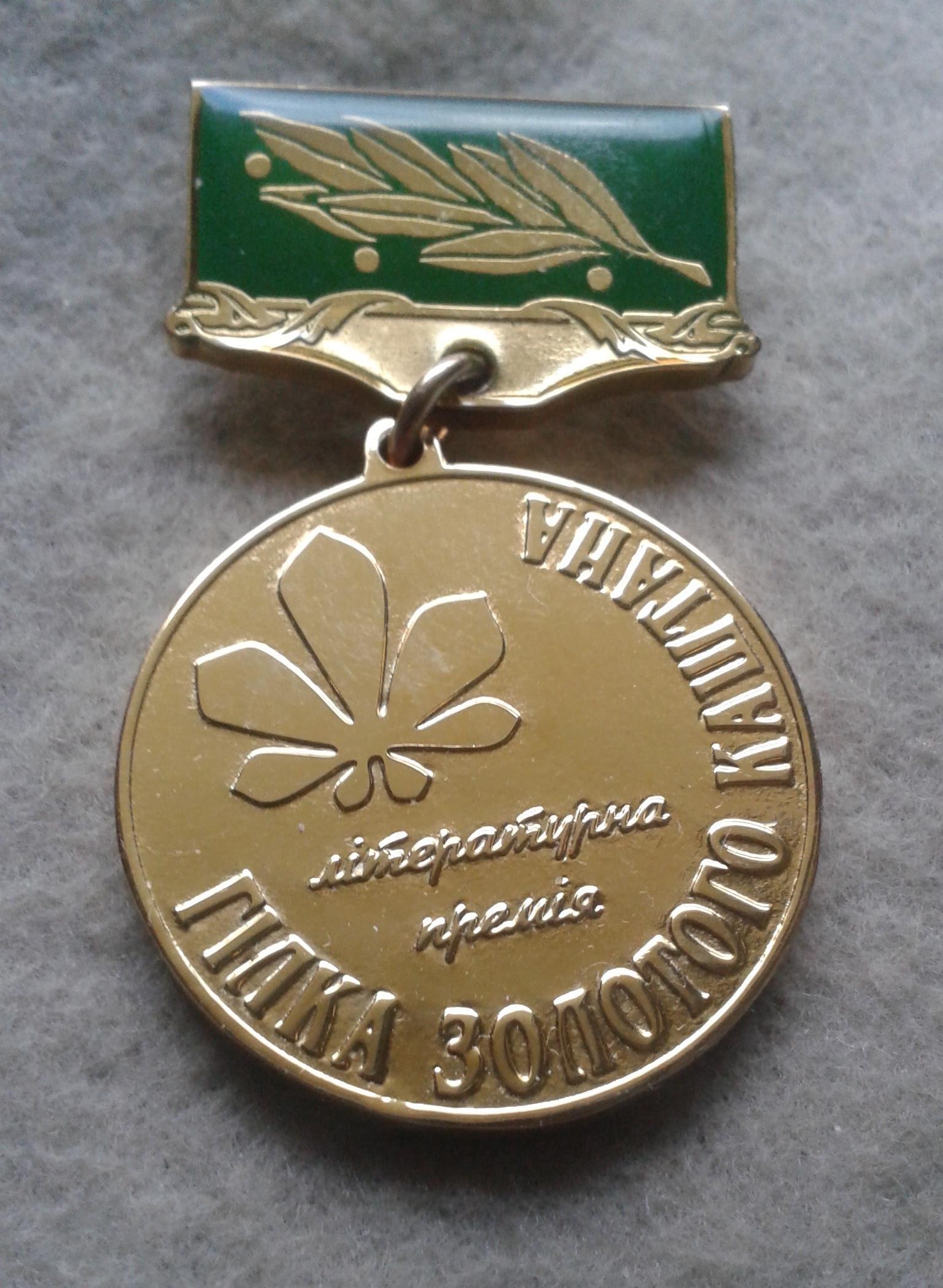
Медаль «Гілка золотого каштана»
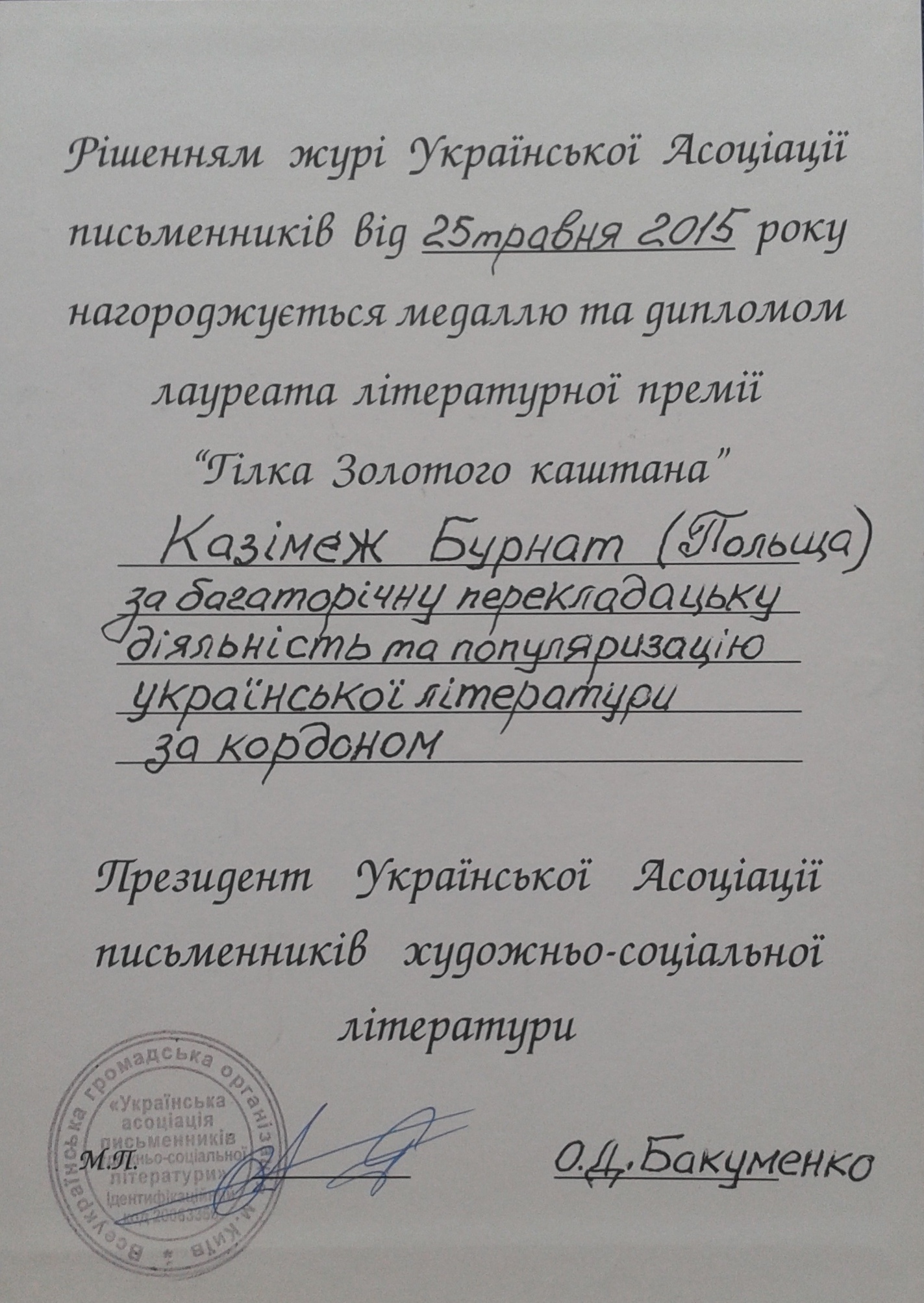
Диплом лауреата
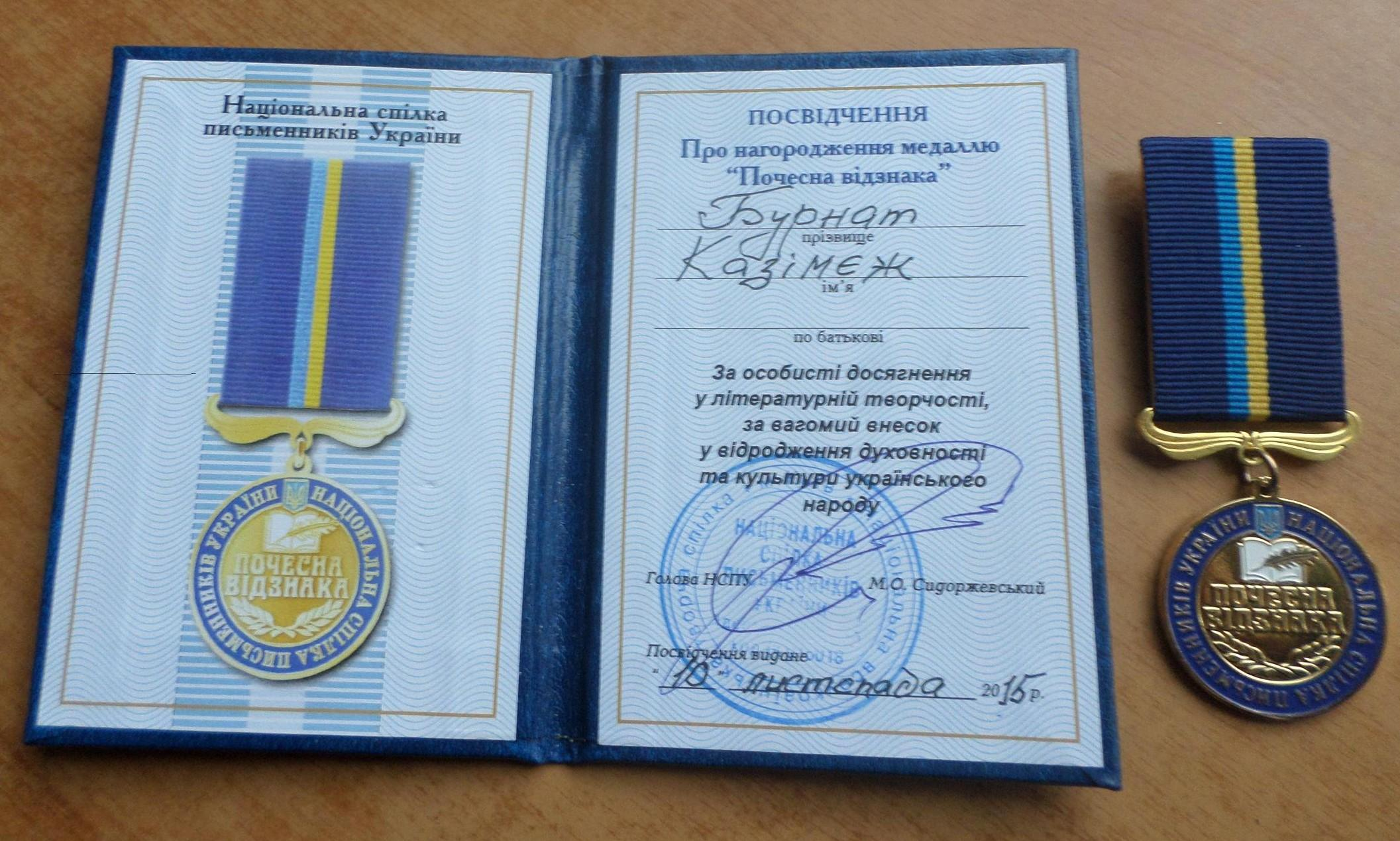
Почесна відзнака НСПУ

## Різне
Його життєві девізи: Пам'ять про загиблих — джерело довголіття; робити добро — шлях до людства.